# GQ Lupi b
GQ Lupi b es un posible planeta extrasolar que orbita la estrella GQ Lupi. Su descubrimiento fue anunciado en abril del 2005. Junto con 2M1207b, este fue uno de los primeros candidatos a planeta extrasolar en ser directamente fotografiado. La imagen fue realizada con el telescopio VLT en el Observatorio Paranal, Chile el 25 de junio de 2004.

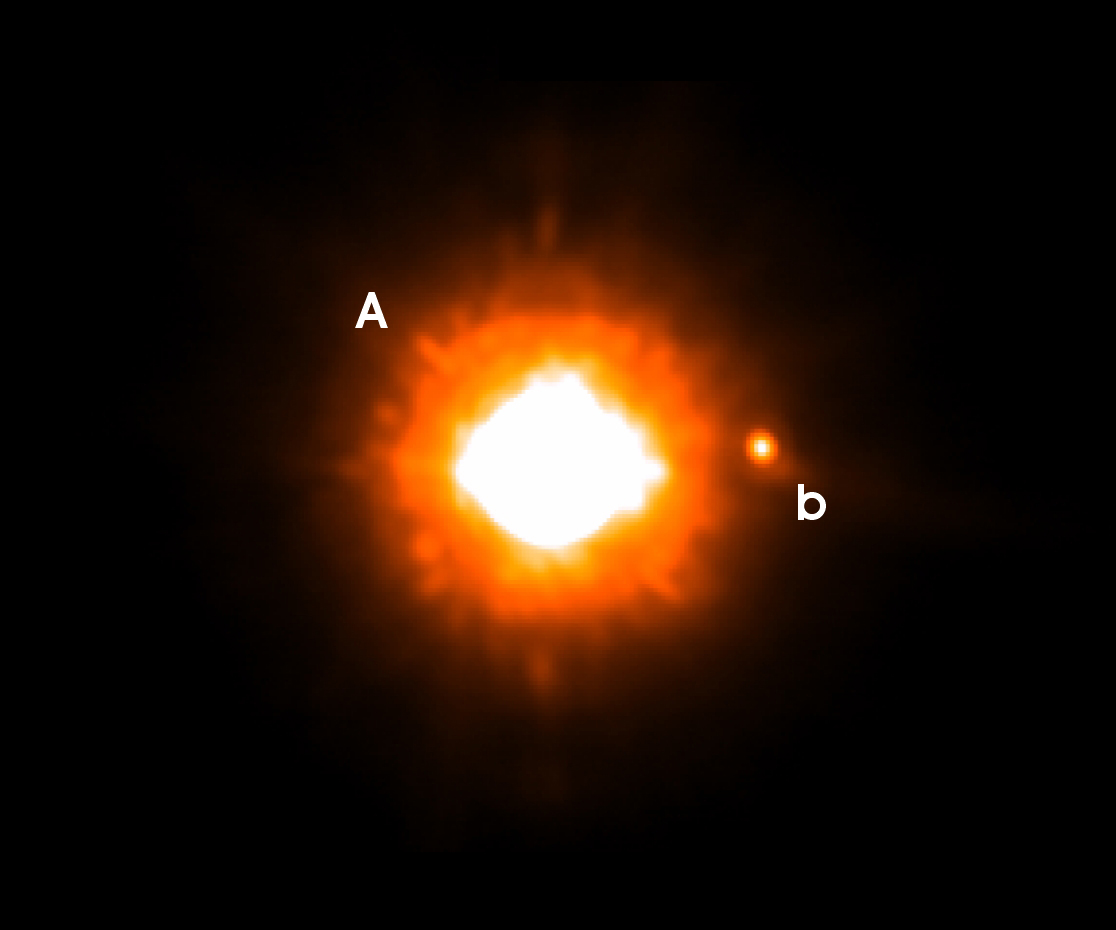
Imagen del VLT NACO, tomada en la banda-Ks, de GQ Lupi. El punto débil de luz a la derecha de la estrella es el compañero frío recién descubierto. Es 250 veces más débil que la propia estrella y situado 0,73 arcosegundos al oeste. A la distancia de GQ Lupi, esto corresponde a una distancia de aproximadamente 100 UA. El norte está arriba y el este a la izquierda.

GQ Lupi b tiene un  tipo espectral entre M6 y L0, que corresponde a una temperatura de unos 2650 kelvins.  Ubicado a una distancia proyectada de alrededor de 100 UA de su estrella compañera, dándole un período orbital de quizás unos 1.200 años, se cree que es varias veces más masivo que Júpiter.  Debido a que los modelos teóricos que se utilizan para predecir masas planetarias para objetos en sistemas de estrellas jóvenes como GQ Lupi b son todavía provisionales, la masa no puede especificarse con precisión. Los modelos  de la masa ponen a GQ Lupi b entre unas pocas masas de Júpiter y 36 masas de Júpiter. En el extremo más alto de este rango, GQ Lupi b podría ser clasificado como una enana marrón pequeña en lugar de un exoplaneta. A partir del 2006, el Grupo de Trabajo sobre planetas extrasolares de la Unión Astronómica Internacional describe a GQ Lupi b como un "posible compañero de masa planetaria de una estrella joven".